# トレイン (ケツメイシの曲)
「トレイン」は、ケツメイシのメジャー14枚目・通算17枚目のシングル。2007年4月11日にトイズファクトリーより発売された。

## 概要
前作『男女6人夏物語』から約9か月でのシングルリリースとなった。
表題曲「トレイン」は東日本旅客鉄道（JR東日本）のJRグループ設立20周年記念のテレビコマーシャルソングに起用されている。2007年は東北新幹線と上越新幹線の開業25周年、山形新幹線の開業15周年、秋田新幹線と北陸新幹線（一部先行開業）の開業10周年、及び東北新幹線の八戸駅延伸5周年といずれも節目の年であったことから、コマーシャルではそれぞれの新幹線車両の映像が使用されている。
2013年には、サッカーの次世代育成支援をテーマとした「キリンスマイルフィールド」のコマーシャル「子どもたちからの手紙」篇のコマーシャルソングにも起用されている。
カップリング曲の「カーニバル」はプロ野球選手が登場曲として使用することが多く、2020年現在でもオリックス・バファローズのT-岡田がチャンス時専用の登場曲として使用している。かつては元千葉ロッテマリーンズの伊志嶺翔大や元横浜DeNAベイスターズの荒波翔なども登場曲として使用した。これらの選手が自身の本拠地の試合で打席に入る際には、同曲に合わせて各チームのファンがタオルを振るのが恒例となっている。
MVのアニメーションはアニメーターの森川耕平がディレクターを務めている。

## 収録曲
全作詞・作曲：ケツメイシ
1. トレイン
  - basic track,sound produce & strings arrange：NAOKI-T
2. カーニバル
  - basic track,sound produce：YANAGIMAN
3. 懲りない男
  - basic track：DJ KOHNO　sound produce：YANAGIMAN